# Fehérvárcsurgó
Fehérvárcsurgó is een plaats (község) en gemeente in het Hongaarse comitaat Fejér. Fehérvárcsurgó telt 1860 inwoners (2001).

## Galerij

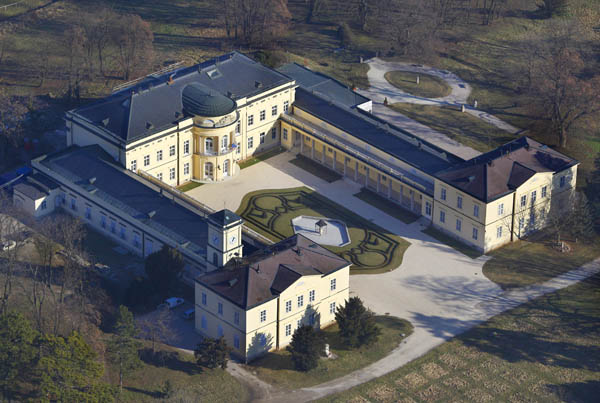
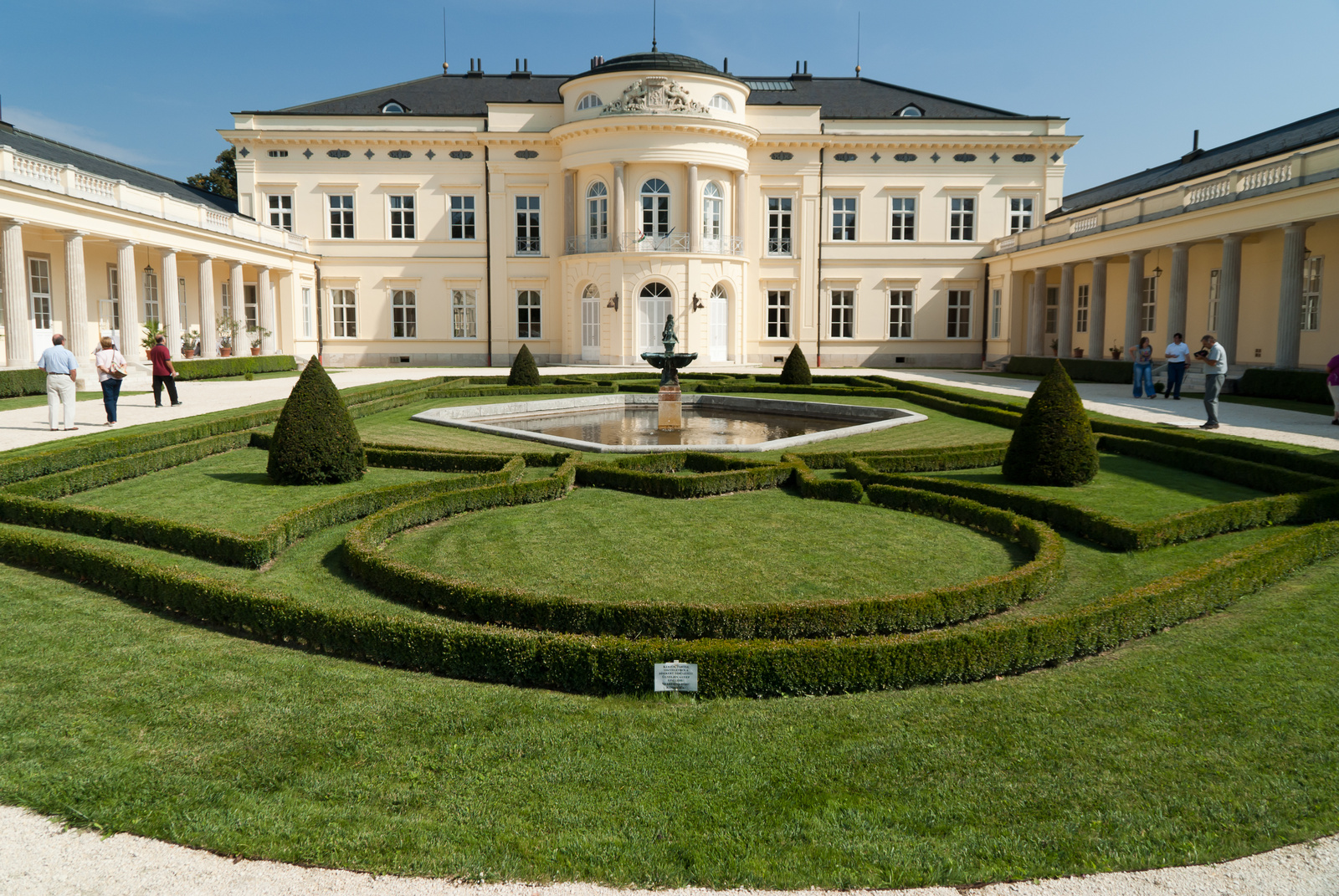
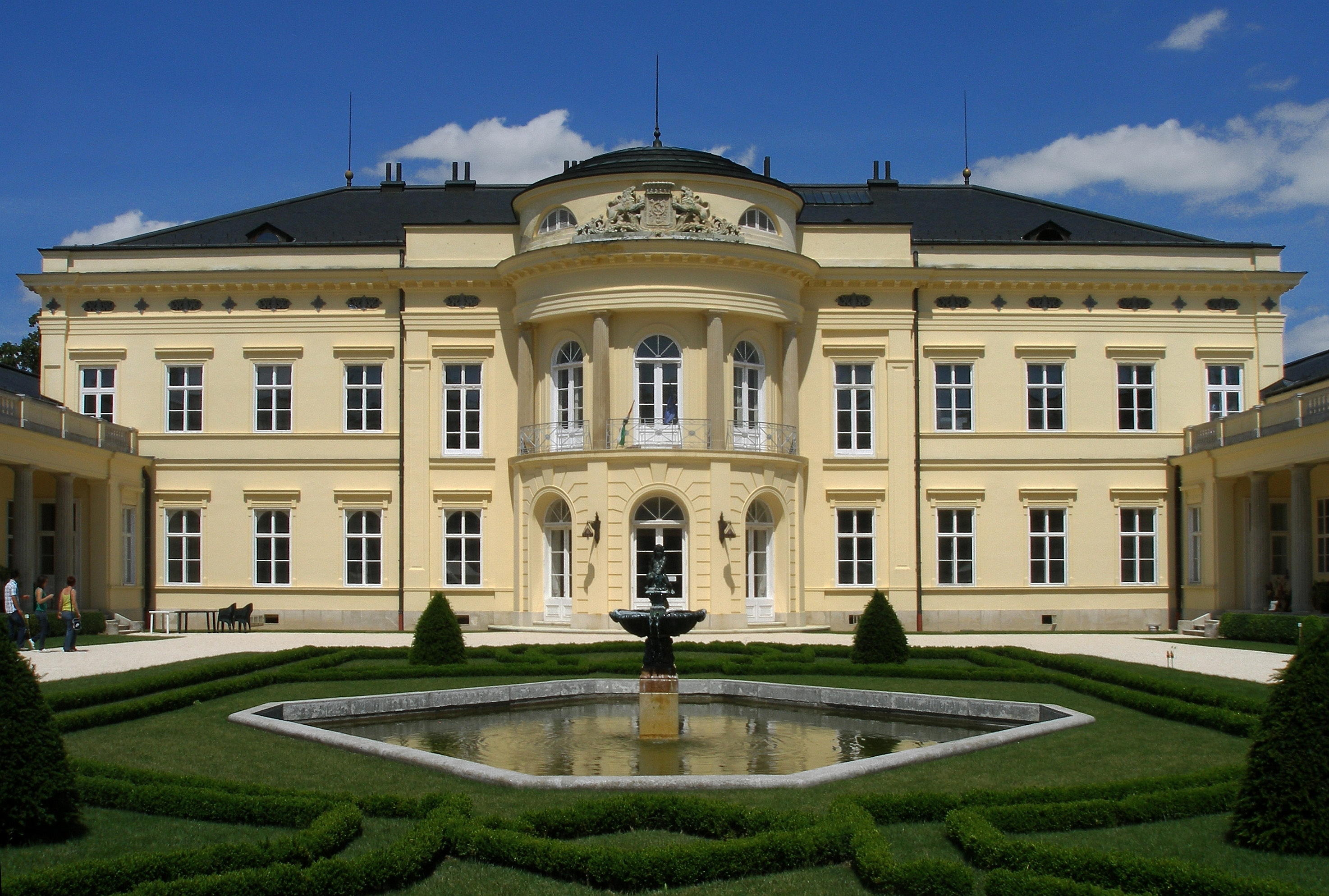